# Zmienna sterująca
Zmienna sterująca pętlą (nazywana także zmienną kontrolną) to zmienna stosowana w określonym języku programowania, tworzona i używana  do sterowania wykonaniem instrukcji iteracyjnej.
Zmienna sterująca przyjmuje kolejne wartości z pewnego zdefiniowanego zakresu. W wielu językach programowania składnia danego języka jest tak skonstruowana, że przy przejściu do kolejnej iteracji następuje automatyczne nadanie nowej wartości zmiennej sterującej (nie wyrażone jawnie w kodzie źródłowym; nie odnosi się to do języka C i pokrewnych), zmiana dokonywana jest o wartość:
- wartość +1 (lub wartość następnika)[1][4][5]
- wartość -1 (lub wartość poprzednika)[1][4][5]
- o inną wartość, jeżeli język dopuszcza specyfikację tzw. „kroku” zmiennej sterującej[1][6][7].

Z powyższych względów istnieje zwykle ograniczenie, co do typu zmiennej sterującej, najczęściej musi być typu porządkowego, choć np. Fortran dopuszcza dane rzeczywiste.
Istotnym zagadnieniem jest wartość zmiennej sterującej po wyjściu z instrukcji iteracyjnej. W różnych językach istnieją konkretne rozwiązania:
- zmienna sterująca jest lokalna dla bloku iteracji i nie jest dostępna na zewnątrz (a więc nie jest dostępna po zakończeniu iteracji), np. Ada[9]
- wartość zmiennej sterującej jest nieokreślona po wyjściu z pętli[1]
- wartość zmiennej sterującej jest nieokreślona po wyjściu z pętli, z wyjątkiem sytuacji wyjścia z pętli za pomocą instrukcji skoku z bloku iteracji, w tym przypadku zmienna sterująca zachowuje swą wartość z chwili wykonania skoku (np. Pascal[5])
- wartość zmiennej sterującej jest określona i równa wartości tej zmiennej w momencie zakończenia lub opuszczenia iteracji (np. PL/I[6], C[10])

W konkretnych językach mogą być nałożone inne ograniczenia na zmienną sterującą:
- zmienna sterująca musi być zmienną lokalną (np. Pascal[4][5])
- zmienna sterująca musi być zmienną prostą, tzn. nie może być polem struktury (rekordu), elementem tablicy itp. (np. Pascal[4][5])
- nie wolno w bloku iteracji zmieniać wartości zmiennej sterującej (jest tylko do odczytu), np. Ada[9].

W innych językach są zastosowane bardziej elastyczne rozwiązania: zmienna sterująca może być zmieniana wewnątrz pętli i ma wartość określoną po wyjściu lub zakończeniu pętli, np., Visual Basic, VBA.
Inne podejście zostało zastosowane w języku C i pokrewnych (C++, C--, Java itp.), wynikające w znacznej mierze z odmienności instrukcji for, w której programista – w tych językach – musi sam, wprost, implementować kontrolę warunku zakończenia pętli, zmianę wartości zmiennej sterującej itd., o ile w ogóle istnieje potrzeba zastosowania zmiennej sterującej, która w przypadku tych języków nie jest wymagana. Nie ma tu więc istotnych ograniczeń występujących w innych językach programowania, w których aby obejść ograniczenia dotyczące zmiennej sterującej i zmiany jej wartości programista musi korzystać z instrukcji repetycyjnych pętli (np. typu while, until) i implementować w nich samodzielnie obsługę zmiennej sterującej, w tym przypadku pozbawionej ograniczeń narzuconych w instrukcjach iteracyjnych (typu for).
Przykład zastosowania instrukcji sterującej do sumowania dodatnich elementów tablicy (Pascal):
```
 …
 const LEN_ARR=100;
 var A : array[1..LEN_ARR] of real;
     
i
 : word;
     sum : real;
 …
 begin
 …
 sum:=0;
 for 
i
=1 to LEN_ARR do
   begin
     if A[
i
]>0 then sum:=sum+A[
i
]
   end;
 …
```

W programowaniu utarła się pewna konwencja oznaczania zmiennych sterujących. Najczęściej  stosowano (i często stosuje nadal), literę „i” lub „I”. Dla kolejnych zmiennych sterujących stosowanych w przypadku zagnieżdżonych pętli przyjmowano oznaczenia „j” lub „J” i dalej „k” lub „K”.